# 159181 Berdychiv
159181 Berdychiv este un asteroid din centura principală de asteroizi.

## Descriere
159181 Berdychiv este un asteroid din centura principală de asteroizi. A fost descoperit pe 29 octombrie 2005 la observatorul astronomic din Andrușivka. Asteroidul prezintă o orbită caracterizată de o semiaxă mare de 3,15 ua, o excentricitate de 0,15 și o înclinație de 4,6° în raport cu ecliptica.